# Trockenberg
Trockenberg (nebo také polsky Sucha Góra, česky Suchá hora) se nachází na vrcholu kopce Sucha Góra (352 m n. m.) v geografickém mezoregionu hrástu Garb Tarnogórski na vysočině Wyżyna Śląska (Slezská vysočina). Je to historicky významný základní geodetický bod geodetické triangulační sítě, od kterého je definovan souřadný systém, tzv. nulový bod geodetické matice systému. Nachází se na hranici území Piekary Rudne (část města Tarnovské Hory (Tarnovskie Góry)) a obce Sucha Góra (část města a okresu Bytom) ve Slezském vojvodství v jižním Polsku. Trockenbergem prochází poledník nazývaný Slezský Grenwich. Místo se nachází v bývalých dolech.

## Historie a popis místa
Trockenberg je označen žulovým kvádrem (patníkem) zapuštěným ve vrcholu Suché Góry. Žulový blok pochází z 19. století. Je na něm vyryta zkratka TP (německy Triangulation Punkt) na jeho jižní části a trojúhelník na jeho severní části. Až do 60. let 20. století stála nad Trockenbergem dřevěná triangulační věž, jejíž základy se dochovaly dodnes. Trockenberg/Sucha Góra je nejvyšším geografickým bodem města Tarnowskie Góry.
Trockenberg je tedy nulový bod (polsky punkt zerowy, německy nullpunkt), tj. centrální astronomický bod (Laplaceův bod, polsky punkt astronomiczny) triangulační geodetické osnovy (matice) systému Trockenberg/Sucha Góra. Systém byl zaveden v letech 1854 až 1857 primárně pro potřeby hornoslezského hornictví. Měřící práce, v tehdejším Prusku, spojené s astronomickým měřením provedl v letech 1852 až 1854 Johann Jacob Baeyer, největší německý geodet 19. století. Jeho měřící práce a slučování geodetických triangulačních sítí byly publikovány v Berlíně v roce 1857. Bayer zvolil Trockenberg jako nulový bod z důvodů návaznosti na západoevropský triangulační systém, který začínal na nulovém poledníku, tzv. Ferrském poledníku na ostrově El Hierro (nazývaného také Ferro či Isla del Meridiano), což je nejzápadnější z Kanárských ostrovů v Atlantském oceánu. Navázal tedy na starověký geodetický systém Claudia Ptolemaia z 2. století př. Kristem.
Bayerovu práci rozšířil a upravil geodet Moritz Sadebeck, který provedl měření pro celou pruskou část Hornoslezské uhelné pánve. Další úpravy a nezbytné korekce vztahující se na greenwichský poledník určený v roce 1884. Systém Trockenberg byl v 60. letech nahrazen systémem Borowa Góra s nulovým bodem Borowa Góra), avšak v hornictví se systém trockenberg používal až do roku 2000.

## Další informace
Trockengerg se nachází na společné hranici chráněných území Suchogórski Labirynt Skalny a Doły Piekarskie. Místo je celoročně volně přístupné a vedou k němu neznačené odbočky z lesních stezek místní turistické trasy či naučné stezky Ścieżka przyrodniczo-dydaktyczna po zespole przyrodniczo-krajobrazowym "Doły Piekarskie".

## Galerie

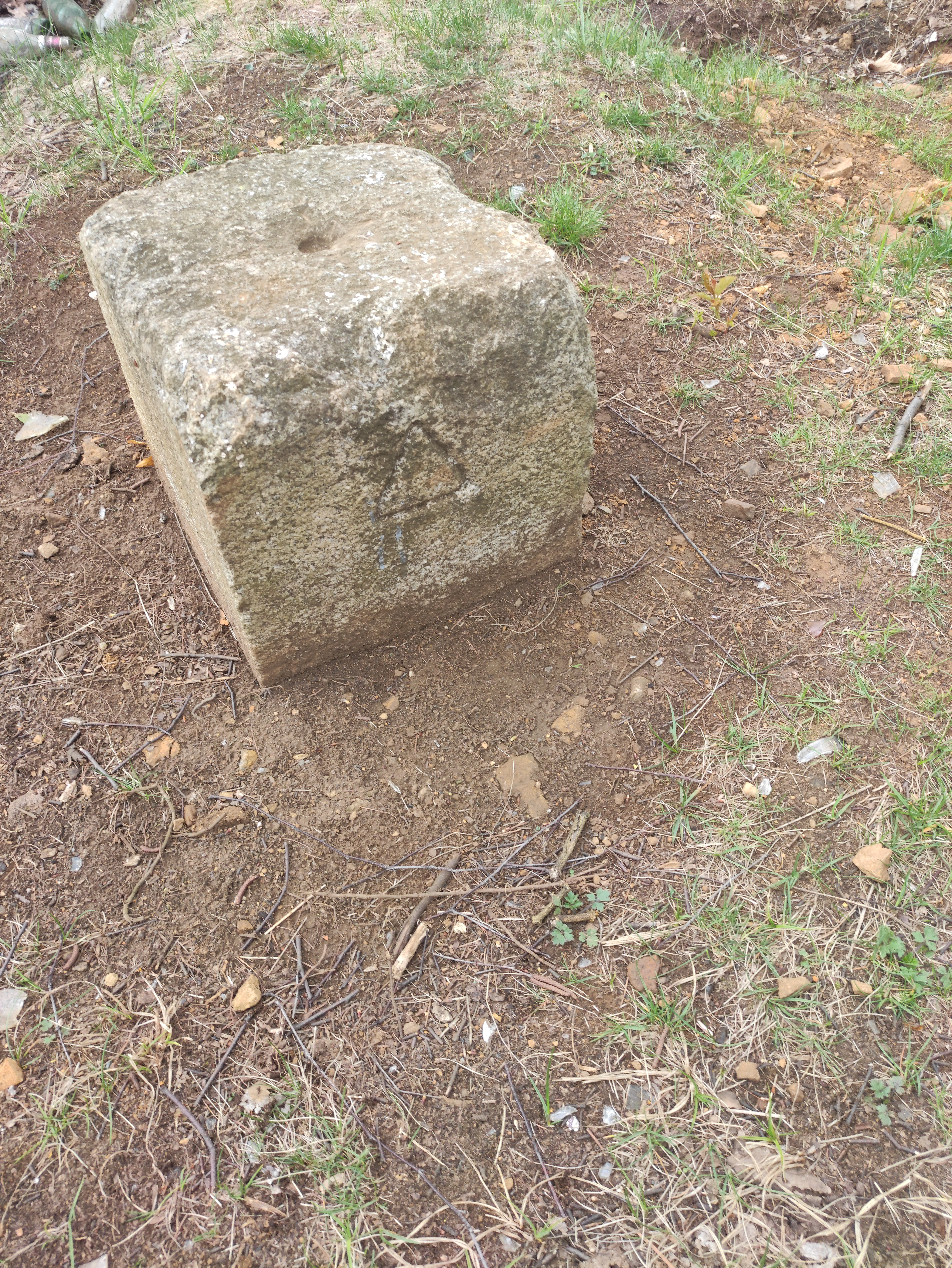
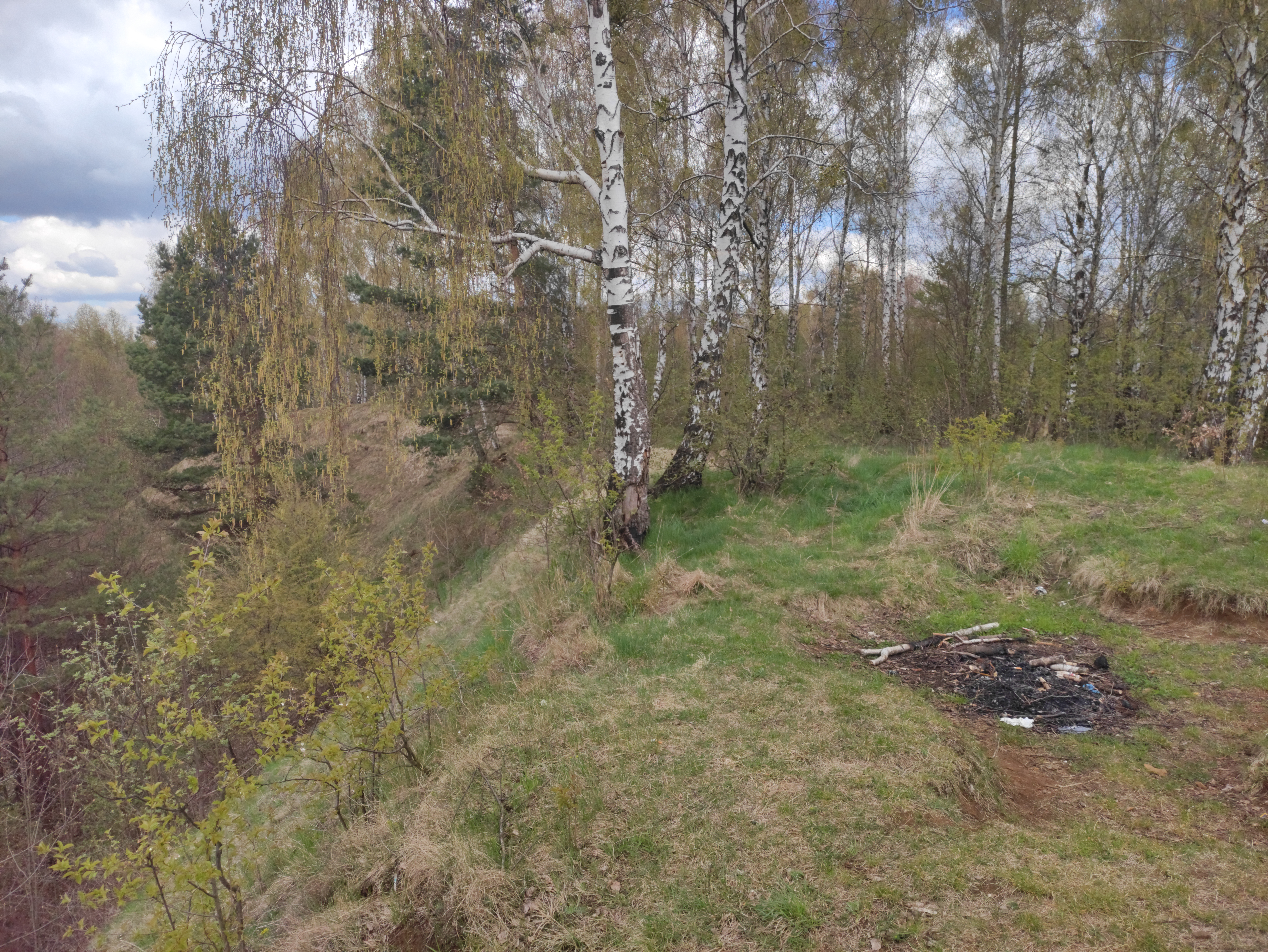
U Trockenbergu